# 永遠 (ZARD單曲)
《永遠》，是日本摇滚樂團ZARD的第22張單曲和代表作之一，1997年8月20日發行。

## 摘要
此歌是ZARD為當時大熱電視劇《失樂園》製作的主題歌。為迎合電視劇不倫戀的主題，歌詞是以成年人之間的戀愛為主題進行創作的。作詞者坂井泉水說："主題是秘密。想通過歌詞把比歌名更為沈重，深刻的意義傳達給大家”。
歌曲PV則是在美國加利福尼亞州的埃爾米拉奇沙漠拍攝的。單曲封面亦使用了《失樂園》原作者渡邊淳一的題字。

## 收录歌曲
1. 永遠
作詞：坂井泉水　作曲・編曲：徳永暁人
  - 和音嘉宾是MARY、SUZZY、MIKE WASHINGTON。
2. I can't let go
作詞：坂井泉水　作曲： 栗林誠一郎　編曲：古井弘人（日语：古井弘人）
  - 编曲者古井弘人是第一次为ZARD编曲。
3. 永遠（Original Karaoke）
4. I can't let go（Original Karaoke）

## 被收录专辑
- 永遠（#1、在中段開始變為單聲道的版本）
- ZARD_BEST_The_Single_Collection〜軌跡〜（#1、Intro Piano Version）
- ZARD BLEND II 〜LEAF&SNOW〜（#1、40秒变弱的CM版本（永遠 〜君と僕との間に〜））
- Golden Best 〜15th Anniversary〜（#1、在中段開始變為單聲道的版本）
- ZARD Request Best 〜beautiful memory〜（#1、2007年现场版本）
- ZARD Single Collection 〜20TH ANNIVERSARY〜（#1,2、#1在中段開始變為單聲道的版本）
- ZARD Forever Best 〜25th Anniversary〜（#1、在中段開始變為單聲道的版本）
- ZARD CD&DVD COLLECTION No.6（#1、在中段開始變為單聲道的版本）